# Rhynchospora urbanii
Rhynchospora urbanii är en halvgräsart som beskrevs av Johann Otto Boeckeler. Rhynchospora urbanii ingår i släktet småag, och familjen halvgräs. Inga underarter finns listade i Catalogue of Life.